# Aquin (Haiti)
Aquin (haitianisch-kreolisch: Aken) ist eine Gemeinde im Süden der Tiburon-Halbinsel in Haiti.

## Geschichte
Der Ort wurde bereits vorgefunden, als Christoph Kolumbus im Jahr 1494 an verschiedenen Stellen die Insel Hispaniola erkundete. Aquin gilt somit als eine der ältesten Siedlungen des Landes, die im 15. Jahrhundert vor allem Fischer beheimatete. Der ursprüngliche, von den einheimischen Taino verwendete Name des Orts lautete Yaquimo.
Anfang des 16. Jahrhunderts bauten die spanischen Kolonialisten den Ort zu der Villa nueva de Yaquimo aus, um ihn circa 1660 Bukanieren zu überlassen, die den Ortsnamen zu dem heute gebräuchlichen Aquin verballhornten.
Im Jahr 1714 wurde das Zentrum der Siedlung ein wenig nach Osten, dorthin, wo sich heute der Ortsteil Vieux Bourg d’Aquin befindet, verlagert. Nach Erlangung der Unabhängigkeit Haitis im Jahr 1804 wurde diese Umsiedlung rückgängig gemacht.
Die Schlacht von Aquin fand am 7. Juli 1800 statt und war das letzte Gefecht eines Abschnitts der damaligen gewaltsamen Aufstände gegen die französische Kolonialmacht. Zwei Tage nach dem Gefecht verließ der Anführer des Aufstands, Jean-Jacques Dessalines, mit 800 Mann Aquin in Richtung Anse-à-Veau. Er nahm dieses Dorf sowie Petit-Trou-de-Nippes ein, kehrte nach Aquin zurück und marschierte von dort aus mit dem Gros seiner Truppen weiter.
Aquin war Schauplatz einer Reihe von Ereignissen im Rahmen der Aufstände im Süden Haitis gegen den Präsidenten der vom Norden Haitis abgespaltenen Republik der Kreolen, Alexandre Pétion, in den Jahren 1810 bis 1812. General Borgella kapitulierte hier am 16. März 1812 und unterwarf sich Pétion.
Ein erneuter Aufstand ging im Jahr 1844 von Aquin aus, als Jacques Acao Truppen aufstellte, die gegen Präsident Charles Rivière-Hérard bis vor die Tore der Hauptstadt vorrückten und erst durch die Ernennung von General Philippe Guerrier zum Präsidenten gestoppt wurden.

## Lage und Beschreibung
Aquin besteht aus dem Stadtkern auf der Westseite der Bucht (Baie d’Aquin), den beiden Stadtteilen Fond-des-Blancs und Vieux Bourg d’Aquin sowie den Außenbezirken Brodequin, Bellevue, Flamands, Mare-à-Coiffe, La Colline, Guirand, Frangipane und Colline-à-Mongons.
Aquin ist die flächenmäßig größte Gemeinde Haitis. Sie ist Hauptort des Arrondissement Aquin.
Seit Mitte 2015 besteht eine Städtepartnerschaft mit Delray Beach, Florida.
Die Route National RN-2 verbindet Aquin über Miragoâne, Léogâne, Petit-Goâve, Gressier und Carrefour mit der Hauptstadt Port-au-Prince.
Es besteht eine Anlegemole, die von der Küsten- und Sportschifffahrt sowie der Fischerei benutzt wird. Von der Baie d’Aquin führt ein schmaler Wasserweg zu dem sogenannten Étang Salée („salziger See“), einem rund zwei Kilometer langen und einen Kilometer weiten Meeresarm. Die Inseln Grosse Caye, Orange Cay und Île des Moustiques gehören zur Stadt Aquin.
Aquin verfügt über eine starke Anziehungskraft für Touristen.

## In Aquin geboren
- Yves Jean-Bart (* 1947), haitianischer Fußballfunktionär
- Julien Raimond (1744–1801), Kolonist und französischer Abgeordneter für die Afrokariben Haitis